# Ditloide
Il ditloide è un gioco enigmistico in cui si deve indovinare una frase molto comune avendo a disposizione solo i numeri, i connettivi (congiunzioni, articoli, preposizioni) e le iniziali delle parole che formano la frase in questione. 

## Storia
Il gioco è stato pubblicato per la prima volta all'interno del libro AHA! A Puzzle Approach to Creative Thinking del 1975. Il suo autore, Morgan Whorty, ha dichiarato di aver avuto l'idea leggendo un grafitto sul muro di un bagno dell'University of Florida che era stato scritto in quella forma. Inizialmente il nome assegnatogli era Equation analysis test (test dell'analisi di equazioni), poiché il gioco era stato pensato come test per misurare il livello di flessibilità mentale e di creatività di una persona. La popolarità del gioco arriverà però solo dopo che Will Shortz pubblicherà un articolo al riguardo sul Games Magazine del maggio-giugno 1981. 
L'attuale nome Ditloide è un'italianizzazione dell'inglese ditloid, nome che è stato assegnato al test dal giornale Daily Express basandosi proprio su un esempio di ditloide:
1 DITLOID = One Day in the Life of Ivan Denisovich (Un giorno nella vita di Ivan Denisovič, celebre romanzo di Aleksandr Solženicyn).

## Esempi di ditloidi
Una delle regole base per la creazione di un Ditloide è che dall'equazione linguistica sia possibile ricavare una sola frase precisa senza la possibilità di soluzioni alternative plausibili. Di seguito sono elencati alcuni esempi di ditloidi in lingua italiana:
- 365 G in un A = 365 Giorni in un Anno

- 29 G in F di un A B = 29 Giorni in Febbraio di un Anno Bisestile

- I 4 C dell'A = I 4 Cavalieri dell'Apocalisse.